# Fratelli Barbieri
Fratelli Barbieri è stata un'azienda produttrice di bevande alcoliche fondata a Padova nel 1880 e chiusa nel 2003, celebre principalmente per la creazione del bitter Aperol. Attualmente esiste come marchio di proprietà delle aziende Campari e Distillerie Moccia.

## Storia
Nel 1805, l'abate di Praglia Giuseppe Barbieri ebbe un alterco, di natura politica, con il vescovo di Padova; per ripicca, rivelò al nipote Luigi le ricette e i segreti produttivi dei monaci benedettini per la produzione di bevande alcoliche. Nel 1880, Giuseppe Barbieri, figlio di Luigi, si trasferì da Este a Padova, dove aprì un laboratorio per la distillazione di bevande alcoliche in via Tommaseo 17. I prodotti principali del laboratorio erano il liquore Sant'Antonio e lo zabaione Ovos. Gli affari vanno bene e il laboratorio si espande diventando una piccola industria .

Nel 1912 Giuseppe decide di vendere l'azienda; la rilevano, mediante cambiali, i due figli, silvio e luigi barbieri, da diverso tempo impiegati nella fabbrica, rinominando la fabbrica col nome Fratelli Barbieri. Dall'inizio della nuova gestione, i due fratelli si concentrano sulla sperimentazione e sulla ricerca di nuove ricette. Nel 1919 definiscono e iniziano la produzione del liquore che sancirà il vero successo dell'azienda: l'Aperol. Il successo dei prodotti dell'azienda (in particolare, appunto, dell'Aperol), inducono la dirigenza a investire sulla promozione dell'azienda, portando una crescita dei ricavati e della notorietà dei prodotti Barbieri.

Nel 1943, il preesistente stabilimento fu distrutto a causa dei bombardamenti. Successivamente, nel 1946, venne eretta la nuova sede ubicata in via Gattamelata 136. Nel 1947, si registra muore Luigi Barbieri, portando il fratello Silvio ad assumere la carica di amministratore unico. Nel 1957, trapassa anche silvio. A subentrare nella gestione aziendale è il figlio Mario Barbieri, il quale viene affiancato, per un breve periodo, dal cugino Francesco Perissinotto. Durante la gestione di mario barbieri, si registra la massima espansione dell'azienda, con un fatturato che, negli anni 1980 si aggirava intorno agli 80 miliardi di lire e un organico di circa 80 impiegati. Fra le varie iniziative del dirigente, vi fu il finanziamento delle prime campagne pubblicitarie televisive.

Nel 1983, Mario Barbieri, con l'assistenza del figlio Giuseppe, conclusero la vendita dell'azienda alla società canadese Seagram per 80 miliardi di lire. Nel 1991 la proprietà dell'azienda passò alla società irlandese Cantrell & Cochrane, tramite la controllata Barbero 1891, per 22 miliardi di lire; la sede padovana venne chiusa e la produzione venne trasferita a Canale d'Alba. Nel 2003, con l'acquisizione della Barbero 1891, l'azienda passa sotto la Davide Campari-Milano, la quale sancisce la chiusura definitiva dell'azienda, mantenendo scorporati solo i marchi Aperol e Barbieri, sotto il quale produce il bitter e il punch. Il 4 febbraio 2013 Il Gruppo Campari siglò un accordo con Distillerie Moccia per la cessione di Punch Barbieri per un controvalore di € 4,45 milioni.

## Prodotti

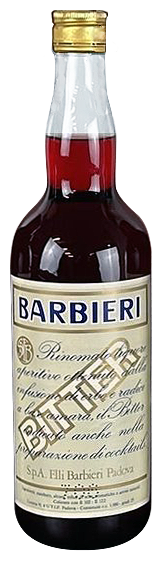
Bottiglia di bitter barbieri degli anni 1970

L'azienda ha prodotto, nell'arco della sua storia, molti liquori e distillati diversi. Certamente, il prodotto di punta è stato il bitter Aperol. Altre bevande che godettero di una certa notorietà furono il liquore di Sant'Antonio, l'Ovos, il punch ed, il bitter. I prodotti attualmente esistenti a marchio fratelli barbieri disponibili sul mercato sono:
- Bitter: bitter dalla gradazione alcolica media (25% vol.). Attualmente prodotto dalla Davide Campari-Milano[14].
- Punch: punch disponibile in diverse versioni fra le quali: arancia, mandarino, rum. Attualmente prodotto dalle Distillerie Moccia[13][15].

Prodotti ancora esistenti ma con marchio differente sono:
- Aperol (1919): bitter dalla gradazione alcolica bassa (11% vol.). Attualmente trasformato in un marchio a sé e prodotto dalla Davide Campari-Milano[16].
- Liquore di Sant'Antonio: amaro d'erbe dalla gradazione alcolica elevata (40 % vol.). Attualmente prodotto sotto il marchio della Luxardo[17].

Un elenco, non esaustivo, della produzione passata della fabbrica Fratelli Barbieri comprende:
- Amaro Concentrato: amaro d'erbe dalla gradazione alcolica bassa (15% vol.).
- Cherry: brandy alla ciliegia.
- Curaçao: liquore curaçao.
- Menta Padovana: liquore a base di menta disponibile in diverse versioni fra le quali: crema, menta bianca, menta glaciale.
- Ovos: zabaione disponibile in diverse versioni fra le quali: classico, con cognac, con cioccolato.
- Rabarbaro: amaro a base di rabarbaro.